# Matthew Archibald
Matthew "Matt" Archibald (Hamilton, 20 de maig de 1986) és un ciclista de Nova Zelanda, especialista en la pista.

## Palmarès en pista
- 2013
  - Campió d'Oceania en velocitat per equips (amb Edward Dawkins i Sam Webster)
- 2014
  - Campió d'Oceania en Quilòmetre
  - Campió d'Oceania en velocitat per equips (amb Edward Dawkins i Sam Webster)
- 2015
  -  Campió de Nova Zelanda en Quilòmetre